# Campionati italiani primaverili di nuoto 2004
I Campionati italiani primaverili di nuoto 2004 si sono svolti a Livorno tra il 10 e il 14 marzo 2004.

## Podi

### Uomini
| Evento               | Oro                                                                                       | Tempo         | Argento                                                                                     | Tempo    | Bronzo                                                                                       | Tempo    |
| Stile libero         |                                                                                           |               |                                                                                             |          |                                                                                              |          |
| 50 m                 | Lorenzo Vismara                                                                           | 22.35         | Michele Scarica                                                                             | 22.54    | Alessandro Calvi                                                                             | 22.84    |
| 100 m                | Filippo Magnini                                                                           | 49.09 - RI    | Christian Galenda                                                                           | 49.62    | Simone Cercato                                                                               | 50.30    |
| 200 m                | Filippo Magnini                                                                           | 1'47.20       | Emiliano Brembilla                                                                          | 1'48.70  | Andrea Beccari                                                                               | 1'48.88  |
| 400 m                | Emiliano Brembilla                                                                        | 3'52.93       | Federico Cappellazzo                                                                        | 3'53.24  | Valerio Cleri                                                                                | 3'56.52  |
| 800 m                | Valerio Cleri                                                                             | 8'04.60       | Simone Ercoli                                                                               | 8'05.71  | Marco Formentini                                                                             | 8'06.83  |
| 1500 m               | Simone Ercoli                                                                             | 15'20.89      | Christian Minotti                                                                           | 15'21.46 | Marco Formentini                                                                             | 15'25.11 |
| Dorso                |                                                                                           |               |                                                                                             |          |                                                                                              |          |
| 50 m                 | Emanuele Merisi                                                                           | 26.55         | Nicolò Dell'Andrea                                                                          | 26.59    | Andrea Ruscio                                                                                | 26.71    |
| 100 m                | Luis Alberto Laera                                                                        | 55.95         | Emanuele Merisi                                                                             | 56.03    | Nicolò Dell'Andrea                                                                           | 57.05    |
| 200 m                | Emanuele Merisi                                                                           | 2'00.17       | Mirko Mazzari                                                                               | 2'00.39  | Luca Marin                                                                                   | 2'01.43  |
| Rana                 |                                                                                           |               |                                                                                             |          |                                                                                              |          |
| 50 m                 | Alessandro Terrin                                                                         | 28.44         | Riccardo Bartoli                                                                            | 28.95    | Maurizio Capone                                                                              | 28.96    |
| 100 m                | Loris Facci                                                                               | 1'02.36       | Paolo Bossini                                                                               | 1'021.50 | Michele Vancini                                                                              | 1'02.52  |
| 200 m                | Paolo Bossini                                                                             | 2'13.17       | Loris Facci                                                                                 | 2'13.41  | Davide Rummolo                                                                               | 2'14.47  |
| Farfalla             |                                                                                           |               |                                                                                             |          |                                                                                              |          |
| 50 m                 | Mattia Nalesso                                                                            | 24.46 - RI    | Rudy Goldin                                                                                 | 25.00    | Paolo Villa                                                                                  | 25.16    |
| 100 m                | Mattia Nalesso                                                                            | 53.54         | Lorenzo Benatti                                                                             | 54.79    | Simone Ciancarini                                                                            | 54.86    |
| 200 m                | Paolo Villa                                                                               | 1'58.98       | Andrea Oriana                                                                               | 1'59.87  | Francesco Vespe                                                                              | 2'01.18  |
| Misti                |                                                                                           |               |                                                                                             |          |                                                                                              |          |
| 200 m                | Nicola Febbraro                                                                           | 2'02.78       | Simone Ciancarini                                                                           | 2'02.90  | Leonardo Tumiotto                                                                            | 2'03.54  |
| 400 m                | Luca Marin                                                                                | 4'16.34       | Vanni Mangoni                                                                               | 4'19.95  | Valerio Cleri                                                                                | 4'23.80  |
| Staffette            |                                                                                           |               |                                                                                             |          |                                                                                              |          |
| 4x100 m stile libero | DDS A Alessandro Calvi Emanuele Merisi Matteo Pelliciari Andrea Frovi                     | 3'23.34       | Riviera Nuoto Veneto Fabio Gallo Gianluca Ermeti Alessandro Terrin Simone Cercato           | 3'24.92  | Centro Sportivo Carabinieri Federico Cappellazzo Mattia Nalesso Francesco Vespe Mauro Gallo  | 3'25.01  |
| 4x200 m stile libero | DDS A Andrea Frovi Emanuele Merisi Alessandro Calvi Matteo Pelliciari                     | 7'22.07 - RIS | Centro Sportivo Carabinieri Andrea Righi Mirko Mazzari Francesco Vespe Federico Cappellazzo | 7'27.04  | Circolo Canottieri Aniene A Simone Ciancarini Emiliano Brembilla Paolo Bossini Valerio Cleri | 7'27.40  |
| 4x100 m misti        | Centro Sportivo Carabinieri Luis Alberto Laera Michele Vancini Mattia Nalesso Mauro Gallo | 3'42.54 - RIS | Circolo Canottieri Aniene Alessandro Salvador Paolo Bossini Simone Ciancarini Pietro Deriu  | 3'45.26  | DDS A Emanuele Merisi Dario Nodari Matteo Pelliciari Alessandro Calvi                        | 3'45.54  |

### Donne
| Evento               | Oro                                                                      | Tempo         | Argento                                                                             | Tempo    | Bronzo                                                                                          | Tempo    |
| Stile libero         |                                                                          |               |                                                                                     |          |                                                                                                 |          |
| 50 m                 | Federica Pellegrini                                                      | 25.47 - RI    | Cristina Chiuso                                                                     | 25.50    | Cecilia Vianini                                                                                 | 25.92    |
| 100 m                | Federica Pellegrini                                                      | 54.75         | Cecilia Vianini                                                                     | 56.04    | Cristina Chiuso                                                                                 | 56.75    |
| 200 m                | Federica Pellegrini                                                      | 1'59.23 - RI  | Simona Ricciardi                                                                    | 2'01.46  | Silvia Pagliarini                                                                               | 2'01.96  |
| 400 m                | Flavia Rigamonti                                                         | 4'14.24       | Elisa Pasini                                                                        | 4'14.24  | Simona Ricciardi                                                                                | 4'16.16  |
| 800 m                | Flavia Rigamonti                                                         | 8'39.23       | Elisa Pasini                                                                        | 8'40.66  | Simona Ricciardi                                                                                | 8'43.25  |
| 1500 m               | Flavia Rigamonti                                                         | 16'18.97      | Elisa Pasini                                                                        | 16'44.68 | Federica Vitale                                                                                 | 17'00.91 |
| Dorso                |                                                                          |               |                                                                                     |          |                                                                                                 |          |
| 50 m                 | Alessandra Cappa                                                         | 29.39         | Elena Gemo                                                                          | 29.63    | Alessia Regli                                                                                   | 29.74    |
| 100 m                | Alessandra Cappa                                                         | 1'02.12       | Alessia Regli                                                                       | 1'03.87  | Roberta Ioppi                                                                                   | 1'04.34  |
| 200 m                | Roberta Ioppi                                                            | 2'14.38       | Alessia Regli                                                                       | 2'15.39  | Alessia Filippi                                                                                 | 2'15.46  |
| Rana                 |                                                                          |               |                                                                                     |          |                                                                                                 |          |
| 50 m                 | Chiara Boggiatto                                                         | 32.42         | Veronica Demozzi                                                                    | 32.73    | Silvia Rossi                                                                                    | 32.93    |
| 100 m                | Chiara Boggiatto                                                         | 1'09.35       | Veronica Demozzi                                                                    | 1'10.45  | Sara Farina                                                                                     | 1'10.71  |
| 200 m                | Chiara Boggiatto                                                         | 2'28.60 - RI  | Sara Farina                                                                         | 2'30.11  | Sara Giovannoni                                                                                 | 2'30.94  |
| Farfalla             |                                                                          |               |                                                                                     |          |                                                                                                 |          |
| 50 m                 | Cristina Maccagnola                                                      | 26.99 - RI    | Elena Gemo                                                                          | 27.41    | Francesca Segat                                                                                 | 27.87    |
| 100 m                | Francesca Segat                                                          | 1'00.13       | Elena Gemo                                                                          | 1'00.32  | Ambra Migliori                                                                                  | 1'00.49  |
| 200 m                | Paola Cavallino                                                          | 2'10.62       | Francesca Segat                                                                     | 2'10.72  | Caterina Giacchetti                                                                             | 2'13.02  |
| Misti                |                                                                          |               |                                                                                     |          |                                                                                                 |          |
| 200 m                | Alessia Filippi                                                          | 2'17.64       | Sara Parise                                                                         | 2'17.81  | Veronica Massari                                                                                | 2'20.58  |
| 400 m                | Alessia Filippi                                                          | 4'47.61       | Veronica Massari                                                                    | 4'50.52  | Francesca Segat                                                                                 | 4'51.85  |
| Staffette            |                                                                          |               |                                                                                     |          |                                                                                                 |          |
| 4x100 m stile libero | DDS A Lara Consolandi Roberta Panara Federica Pellegrini Cecilia Vianini | 3'46.38 - RIS | AS Aurelia Nuoto Flavia Zoccari Cristina Chiuso Francesca Tittone Alessia Filippi   | 3'53.13  | AS Team Veneto Padova Maria Laura Simonetto Alice Carpanese Mariagiulia Biscaro Renata Spagnolo | 3'50.28  |
| 4x200 m stile libero | DDS A Sara Goffi Cecilia Vianini Veronica Massari Federica Pellegrini    | 8'12.11 - RIS | AS Team Veneto Padova Martina Cuppone Alice Carpanese Renata Spagnolo Elisa Pasini  | 8'21.34  | AS Aurelia Nuoto Alessia Filippi Flavia Zoccari Francesca Tittone Cristina Chiuso               | 8'27.79  |
| 4x100 m misti        | DDS A Chiara Pettenò Serenella Parri Elena Gemo Federica Pellegrini      | 4'13.12       | Sisport FIAT Worknet Roberta Ioppi Chiara Boggiatto Elena Prelle Alessandra Morotti | 4'17.65  | Circolo Canottieri Aniene Alessandra Cappa Ombretta Plos Ambra Migliori Luna Masala             | 4'18.18  |